# Pioneer E
Pioneer E var rymdsond i det amerikanska Pioneerprogrammet. Den förstördes vid uppskjutningen den 27 augusti 1969.
Rymdsonden var av samma konstruktion som Pioneer 6, 7, 8 och 9 och skulle precis som sina tvillingar studera Solen.

## Uppskjutning
Trettioen sekunder efter uppskjutningen uppstod ett fel på styrningen av raketens första steg och raketen började avvika från sin kurs. Felet förvärrades under hela förstastegets brinntid och raketens andra steg kunde inte kompensera för hela avvikelsen. Av säkerhetsskäl förstördes raketen 484 sekunder efter starten.

### Fotnoter
1. ↑  ”NASA Space Science Data Coordinated Archive” (på engelska). NASA. https://nssdc.gsfc.nasa.gov/nmc/spacecraft/display.action?id=PIONE. Läst 7 april 2020.